# Mundelein (Illinois)
Mundelein es una villa ubicada en el condado de Lake en el estado estadounidense de Illinois. En el Censo de 2010 tenía una población de 31064 habitantes y una densidad poblacional de 1.203,72 personas por km².

## Geografía
Mundelein se encuentra ubicada en las coordenadas 42°16′9″N 88°0′41″O / 42.26917, -88.01139. Según la Oficina del Censo de los Estados Unidos, Mundelein tiene una superficie total de 25.81 km², de la cual 24.77 km² corresponden a tierra firme y (4%) 1.03 km² es agua.

## Demografía
Según el censo de 2010, había 31064 personas residiendo en Mundelein. La densidad de población era de 1.203,72 hab./km². De los 31064 habitantes, Mundelein estaba compuesto por el 72.29% blancos, el 1.52% eran afroamericanos, el 0.65% eran amerindios, el 8.77% eran asiáticos, el 0.03% eran isleños del Pacífico, el 14.18% eran de otras razas y el 2.56% pertenecían a dos o más razas. Del total de la población el 30.08% eran hispanos o latinos de cualquier raza.